# Allison Higson
Allison Ann Higson, nach Heirat Allison Ann Cavanaugh, (* 13. März 1973 in Mississauga, Ontario) ist eine ehemalige kanadische Schwimmerin. Sie gewann bei den Olympischen Spielen 1988 eine Bronzemedaille und bei Commonwealth Games erschwamm sie je zwei Gold- und Silbermedaillen.

## Karriere
Allison Higson stellte im Alter von 12 Jahren mehrere Altersrekorde auf. Im Jahr darauf gewann sie bei den Commonwealth Games 1986 in Edinburgh sowohl über 100 Meter Brust als auch über 200 Meter Brust. Die kanadische 4-mal-100-Meter-Lagenstaffel mit Jane Kerr, Allison Higson, Donna McGinnis und Barbara McBain erhielt die Silbermedaille hinter den Engländerinnen. Bei den Weltmeisterschaften in Madrid wurde sie Vierte über 100 Meter Brust und gewann über 200 Meter Brust die Bronzemedaille hinter Silke Hörner aus der DDR und der Bulgarin Tanja Bogomilowa. 1987 siegte Higson bei den Pan Pacific Championships in Brisbane über 100 Meter Brust und belegte über 200 Meter Lagen den zweiten Platz hinter ihrer Landsfrau Angel Myers. Mit der Lagenstaffel gewann Higson eine weitere Silbermedaille, hinzu kam eine Bronzemedaille mit der 4-mal-100-Meter-Freistilstaffel.
Im Mai 1988 stellte Higson in 2:27,27 Minuten einen Weltrekord über 200 Meter Brust auf, den Silke Hörner im September 1988 bei den Olympischen Spielen 1988 in Seoul unterbot. Allison Higson trat in Seoul in fünf Disziplinen an, nur über 200 Meter Lagen erreichte sie nicht das A-Finale. Zunächst belegte Higson den siebten Platz über 200 Meter Brust. Die kanadische 4-mal-100-Meter-Freistilstaffel mit Kathy Bald, Kristin Topham, Allison Higson und Jane Kerr erreichte als achtschnellste Staffel des Vorlaufs den Endlauf. Im Finale schwammen Kathy Bald, Patricia Noall, Andrea Nugent und Jane Kerr auf den sechsten Platz. Über 100 Meter Brust schwamm Higson die drittschnellste Zeit hinter Tanja Dangalokowa(-Bogomilowa) und Hörner. Im Finale siegte Dangalokowa vor ihrer Landsfrau Antoaneta Frenkewa und Silke Hörner. Drei Hundertstelsekunden hinter Hörner schlug Higson als Vierte an. Schließlich erreichte die kanadische Lagenstaffel mit Lori Melien, Keltie Duggan, Jane Kerr und Patricia Noall den Endlauf mit der fünftschnellsten Zeit. Im Finale schwammen Lori Melien, Allison Higson, Jane Kerr und Andrea Nugent fast vier Sekunden schneller als die kanadische Staffel im Vorlauf und gewannen die Bronzemedaille hinter den Staffeln aus der DDR und den USA. Duggan und Noall erhielten für ihren Vorlaufeinsatz ebenfalls eine Bronzemedaille.
1990 bei den Commonwealth Games in Auckland wurde Higson Vierte über 200 Meter Freistil. Die kanadische 4-mal-100-Meter-Freistilstaffel gewann die Silbermedaille hinter den Australierinnen, während die 4-mal-200-Meter-Freistilstaffel disqualifiziert wurde. Bei den Weltmeisterschaften 1991 in Perth wurde Higson Sechste mit der 4-mal-100-Meter-Freistilstaffel und Fünfte mit der 4-mal-200-Meter-Freistilstaffel. Higson beschloss ihre internationale Karriere bei den Olympischen Spielen 1992 in Barcelona. Über 100 und 200 Meter Freistil schied sie jeweils in den Vorläufen aus. Die kanadische 4-mal-100-Meter-Freistilstaffel mit Marianne Limpert, Nikki Dryden, Andrea Nugent und Allison Higson belegte den achten Platz.
Higson schwamm bis zu ihrem Studienabschluss noch für die Stanford University. Nach ihrem Abschluss in Psychologie und Humanbiologie war sie im Management von verschiedenen Firmen tätig.